# Geïntegreerd brugsysteem
Een geïntegreerd brugsysteem is een navigatiesysteen voor zeeschepen waarbij verschillende navigatieonderdelen aan elkaar gekoppeld zijn.
Dit systeem geeft een globaal en gecentraliseerd overzicht met de bedoeling om de veiligheid en de efficiëntie van de navigatie te verhogen door gekwalificeerd personeel. De gegevens van de verschillende onderdelen worden onderling uitgewisseld, waardoor op één scherm al de nodige informatie te krijgen is, die vereist is voor het monitoren van de reis.
De verschillende basisonderdelen die deel uitmaken van het geïntegreerd brugsysteem: 
- automatische piloot
- gyrokompas
- radar
- ECDIS
- position fix system
- stroomverdeling
- stuurinrichting

De standaards waar het geïntegreerd brugsysteem moet aan voldoen werden in 1996 door de IMO (International Maritime Organisation) aangenomen.
In de SOLAS (Safety of Life at Sea) staat vermeld dat de deelnemende onderdelen niet enkel samen, maar ook afzonderlijk moeten kunnen functioneren. Indien een apparaat zou uitvallen of problemen zou geven, moet er een visueel en auditief alarm afgaan. Dit alarm kan eventueel doorgestuurd worden naar de kajuiten van de officieren. Het uitvallen van een van de onderdelen mag de andere niet beïnvloeden.
Er kunnen nog altijd andere onderdelen gekoppeld worden aan het geïntegreerd brugsysteem, maar deze zijn afhankelijk van de behoeftes van de rederij.
Het geïntegreerd brugsysteem vergemakkelijkt het monitoren van de vaarroute. Het systeem zal ons traject afstemmen aan de ontvangen data en zich daar continue aan aanpassen. Ook de koers wordt voortdurend aangepast omwille van veranderingen in stroom, wind of een aangepaste reisroute. Het voorkomt ook veel aanvaringen omwille van de verbinding met de radar.
Op de display wordt niet enkel de route beschreven, maar ze geeft ook de status van de gegevens weer.
De officier heeft een overzicht over de navigatie en kan deze controleren, omdat alle data op één scherm verschijnt.
Dit systeem blijft complex waardoor er aan boord verschillende kopieën moeten zijn met de richtlijnen over het gebruik. Bij problemen of twijfel kan de officier deze dan raadplegen.